# Eubranchipus moorei
Eubranchipus moorei är en kräftdjursart som beskrevs av Brtek 1967. Eubranchipus moorei ingår i släktet Eubranchipus och familjen Chirocephalidae. Inga underarter finns listade i Catalogue of Life.